# Guibemantis milingilingy
A Guibemantis milingilingy  a kétéltűek (Amphibia) osztályába és  a békák (Anura) rendjébe aranybékafélék (Mantellidae) családjába tartozó faj. 

## Előfordulása
Madagaszkár endemikus faja. A sziget északkeleti részén, a Marojejy Nemzeti Parkban honos.

## Természetvédelmi helyzete
A vörös lista jelenleg nem tartja nyilván. 